# Beaurepaire, Seine-Maritime

Beaurepaire este o comună în departamentul Seine-Maritime, Franța. În 1 ianuarie 2022 avea o populație de 492 de locuitori.